# Don Sidle
Donald Roy Sidle (* 21. Juni 1946 in Dallas, Texas; † 25. Mai 1987 in Texas) war ein US-amerikanischer Basketballspieler.

## College
Sidle besuchte die University of Oklahoma von 1964 bis 1968 und spielte für das Basketballteam, die Sooners. Das Team spielte in der Big Eight Conference, erreichte in der Zeit unter Trainer Bob Stevens jedoch nie die Postseason und in seiner letzten Saison unter Trainer John MacLeod auch nicht. Er selbst erzielte in den Spielzeiten 1967 und 1968 dennoch gute Leistung. Dadurch erhielt er mehrere All-American Auszeichnungen.

## ABA
1968 wurde er sowohl in der NBA als auch in der ABA, in der 1–5 Runde von den Miami Floridians, gedraftet. In der NBA kam er jedoch nie zum Einsatz und spielte fortan in der ABA für die Miami Floridians. Mit den Floridians erreichte er einmal die Play-offs und verlor dort gegen die Pacers im Division Final. Danach wechselte er zu den Denver Rockets. Die verließ er nach einem relativ erfolglosen Jahr und wechselte zu den Pacers. Die Pacers gaben ihm während der Saison wenig Einsatzzeit, sodass er während der Saison zu den Memphis Pros wechselte und somit die Championship verpasste. Bei den Pros war er auch nicht wirklich erfolgreich und beendete nach der Saison seine Karriere.